# Grupa galaktyk NGC 4038
Grupa galaktyk NGC 4038 – grupa galaktyk znajdująca się w gwiazdozbiorach Kruka i Pucharu w odległości 85 milionów lat świetlnych od Ziemi.
Grupa ta zawiera od 13 do 27 galaktyk. Największym obiektem grupy jest para galaktyk znana jako Czułki.

## Galaktyki grupy
| Nazwa     | Typ          | Rektascensja (J2000) | Deklinacja (J2000) | Redshift (km/s) | Wielkość gwiazdowa |
| --------- | ------------ | -------------------- | ------------------ | --------------- | ------------------ |
| NGC 4038  | (SBm)        | 12h 01m 52,8s        | -18° 51′ 52″       | 1799            | 10,3               |
| NGC 4039  | (SBm)        | 12h 01m 53,8s        | -18° 53′ 08″       | 1641            | 10,4               |
| NGC 3956  | SA(s)c       | 11h 54m 00,7s        | -20° 34′ 02″       | 1645 ± 5        | 13,1               |
| NGC 3957  | SA0          | 11h 54m 01,5s        | -19° 34′ 08″       | 1637 ± 19       | 13,1               |
| NGC 3981  | SAB(s)bc pec | 11h 56m 07,5s        | -19° 53′ 46″       | 1723 ± 4        | 12,1               |
| NGC 4024  | SB0          | 11h 58m 31,2s        | -18° 20′ 49″       | 1694 ± 15       | 13,2               |
| NGC 4027  | SB(s)dm      | 11h 59m 30,2s        | -19° 15′ 55″       | 1671 ± 6        | 11,7               |
| NGC 4033  | E6           | 12h 00m 34,7s        | -17° 50′ 33″       | 1617 ± 20       | 13,2               |
| NGC 4050  | SB(r)ab      | 12h 02m 54,0s        | -16° 22′ 25″       | 1761 ± 8        | 13,1               |
| PGC 37476 | SB(rs)c      | 11h 55m 50,6s        | -18° 11′ 47″       | 1596 ± 8        | 14,0               |
| PGC 38087 | SB(s)cd      | 12h 03m 24,4s        | -19° 31′ 21″       | 1664 ± 7        | 15,0               |
| UGCA 254  | SAB(s)cd     | 11h 54m 49,5s        | -16° 51′ 50″       | 1813 ± 6        | 14,5               |
| UGCA 257  | SB(s)m       | 11h 58m 25,4s        | -22° 26′ 24″       | 1795 ± 5        | 13,6               |

Do grupy NGC 4038 często zalicza się również galaktyki PGC 37513, PGC 37565 oraz UGCA 270.